# Большекустовское сельское поселение
Большекустовское сельское поселение — муниципальное образование в составе Куединского района Пермского края.
Административный центр — село Большие Кусты.

## История
В ноябре 2004 года в результате реформы местного самоуправления Законом Пермской области наделёно статусом сельского поселения.

## Символика
Решением Совета депутатов Большекустовского сельского поселения от 28 января 2011 года № 116 утверждены герб и флаг поселения. Герб внесен в Государственный геральдический регистр РФ под № 6820. Флаг внесен в Государственный геральдический регистр РФ под № 6821.
Описание герба: «В червленом поле с вписанным зелёным острием сияющее солнце, сопровождаемое вверху, сообразно острию, пятью колокольчиками; внизу, справа и слева — колосьями хлеба; все фигуры золотые».
Толкование герба:
- Основная фигура герба — сияющее солнце — указывает, что поселение входит в состав Куединского района и занимает территорию на юге Пермского края;
- пять колокольчиков — пять основных населенных пунктов, составляющих поселение;
- колосья хлеба символизируют занятие сельским хозяйством, богатый урожай зерновых;
- красный цвет в геральдике — символ труда, красоты, праздника;
- зелень символизирует возрождение, весну, жизнь; луга, поля и леса;
- золото — символ богатства, силы, доблести, уверенности в будущем.

Описание флага: «Прямоугольное полотнище красного цвета с отношением ширины к длине 2:3, несущее в центре изображение композиции из герба поселения, выполненное в зелёном и жёлтом цветах».

## Население
| 2010 | 2012  | 2013  | 2014  | 2015  | 2016 | 2017 |
| ---- | ----- | ----- | ----- | ----- | ---- | ---- |
| 1069 | ↘1064 | ↘1040 | ↘1011 | ↘1001 | ↘983 | ↘980 |
| 2018 | 2019  | 2020  |       |       |      |      |
| ↘975 | ↘946  | ↘932  |       |       |      |      |

По данным переписи 2010 года численность населения составляла 1069 человек, в том числе 508 мужчин и 561 женщина.

## Состав сельского поселения
| № | Населённый пункт | Тип населённого пункта       | Население |
| - | ---------------- | ---------------------------- | --------- |
| 1 | Большие Кусты    | село, административный центр | 723       |
| 2 | Верхний Тымбай   | деревня                      | 93        |
| 3 | Кашка            | деревня                      | 151       |
| 4 | Малые Кусты      | деревня                      | 40        |
| 5 | Нижний Тымбай    | деревня                      | 62        |

## Экономика
На территории поселения функционирует СПК колхоз «Верный путь».

## Объекты социальной сферы
На территории поселения функционируют следующие объекты социальной сферы:
- учреждения здравоохранения:
  - два ФАПа (в с. Большие Кусты и в д. Кашка);
- общеобразовательные учреждения:
  - МБОУ «Большекустовская средняя общеобразовательная школа»;
- дошкольные образовательные учреждения:
  - МБДОУ «Большекустовский детский сад»;
- учреждения культуры[18]:
  - МБУ «Большекустовский культурно-досуговый центр» в состав которого входят две библиотеки в с. Большие Кусты и д. Нижний Тымбай; три сельских клуба в д. Нижний Тымбай, д. Верхний Тымбай, д. Кашка и один дом культуры в с. Большие Кусты.